# Krzysztof Klabon
Krzysztof Klabon (* um 1550 vermutlich in Königsberg; † nach 1616) war ein polnischer Komponist, Lautenist und Sänger.
Klabon war in seiner Kindheit Sänger und ab 1565 Lautenist am Hof Sigismund II. Augusts in Krakau. Von 1576 bis 1601 war er, mit einer kurzzeitigen Unterbrechung durch den Italiener Luca Marenzio 1596, Direktor der königlichen Kapelle. Sein Nachfolger war Giulio Cesare Gabussi, er selbst blieb auch danach deren Mitglied. Letztmals wird er anlässlich einer Reise der Kapelle 1616 nach Schweden erwähnt.
Erhalten sind von Klabons Kompositionen eine Sammlung von Lautenliedern nach Stanislaw Gorchowski unter dem Titel „Piesni Slowienskiey: na teraznicysze pod Byczyna zwyciestwo“, ein fünfteiliges „Kyrie paschalis“ sowie die Sopranstimme eines „Officium Sancta Maria.“